# Maryland Open
Het Maryland Open is een jaarlijks golftoernooi in de Verenigde Staten en vindt telkens plaats op verschillende golfbanen in de staat Maryland. Het toernooi wordt georganiseerd door de "Maryland State Golf Association" en maakte van 1926 tot 1928 deel uit van de Amerikaanse PGA Tour.

## Winnaars
| - 1921: D. Clarke Corkran - 1922: B. Warren Corkran - 1923: Tom Sasscer - 1924: Fred A. Savage Jr. - 1925: Charley Betschler - 1926: Leo Diegel - 1927: Fred McLeod - 1928: Bobby Cruickshank - 1929: Gene Larkin - 1930: Glenn Spencer - 1931: Ralph Beach - 1932: Al Houghton - 1933: Al Houghton - 1934: Al Houghton - 1935: Vic Ghezzi - 1936: Al Houghton - 1937: Cliff Spencer - 1938: Andy Gibson - 1939: John O'Donnell - 1940: Cliff Spencer - 1941: Bobby Brownell - 1942: Wiffy Cox - 1943: Geen toernooi - 1944: Cliff Spencer - 1945: Lew Worsham - 1946: Harry Griesmer - 1947: Spencer Overton - 1948: Charlie Bassler - 1949: Jack Isaas - 1950: Charles Bassler | - 1951: Jack Isaacs - 1952: Jack Isaacs - 1953: Charles Bassler - 1954: John O'Donnell - 1955: Charles Bassler - 1956: Walter Romans - 1957: Charles Bassler - 1958: Charles Bassler - 1959: Walter Romans - 1960: Lloyd Kelly - 1961: Melvin Rowe - 1962: Dick Whetzle - 1963: Clarence Doser - 1964: Paul Haviland - 1965: Charlie Bassler - 1966: Deane Beman - 1967: Leo Wykle - 1968: Leo Wykle - 1969: Dick Whetzle - 1970: Bill Sporre - 1971: Doug Ballenger - 1972: Larry Ringer - 1973: Henri DeLozier - 1974: Chris Pigott - 1975: Martin West III - 1976: George Graefe - 1977: Martin West III - 1978: Gary Marlowe - 1979: Wheeler Stewart - 1980: Larry Ringer | - 1981: George Graefe - 1982: Mark Alwin - 1983: Fred Funk - 1984: Gary Marlowe - 1985: Larry Rentz - 1986: Martin West III - 1987: Fred Funk - 1988: Joe Klinchock - 1989: Chris Peddicord - 1990: Bob Boyd - 1991: Jon Stanley - 1992: Del Ponchock - 1993: Glen Barrett - 1994: Wayne DeFrancesco - 1995: Wayne DeFrancesco - 1996: Steve Madsen - 1997: Dean Wilson - 1998: Keith Unikel - 1999: Michael Mitchell - 2000: Dennis Winters - 2001: Steve Madson - 2002: Chip Sullivan - 2003: Kirk Lombardi (amateur) - 2004: Chip Sullivan - 2005: Wayne DeFrancesco - 2006: Chip Sullivan - 2007: Billy Wingerd - 2008: Chip Sullivan - 2009: Matt Bassler - 2010: Denny McCarthy (amateur) | - 2011: David Hutsell - 2012: Sean Bosdosh (amateur) - 2013: Denny McCarthy (amateur) |